# Pap Tibor (jogász, 1860–1914)
Pap Tibor (Volóc, 1860. október 27. – Debrecen, 1914. október 22.) jogi doktor, jogakadémiai igazgató, lapszerkesztő, szociológus.

## Élete
Apja Pap Sámuel, a gróf Schönborn uradalmának tiszttartója, anyja miticzei Miticzky Mária, Karlovszky M. Ida írónő nővére. Jogi tanulmányait a sárospataki református főiskolában és a Budapesti Tudományegyetemen végezte. 1888-ban jogi doktori, 1889-ben ügyvédi oklevelet nyert. 1890-ben meghívták a máramarosszigeti jogakadémiához tanárnak és mint jogtanár választotta meg 1895-ben Máramarossziget városa polgármesterré, de már 1893-ban ismét az ottani jogakadémia igazgatója volt. Ő volt az első Magyarországon, aki a szociológiát, mint rendes tudományt előadta. Alelnöke volt a máramarosszigeti Szilágyi István nevű irodalmi körnek; a budapesti Társadalomtudományi társaságnak választmányi tagja.
1914. október 22-én hunyt el, élete 54., tanári működésének és házasságnak 24. évében. 1914. október 24-én délután a Várad utcai temetőben helyezték nyugalomra. Neje Sperlágh Jolán volt.
Cikke a Máramarosban (1901. 18. sz. Krüzselyi Bálint emlékezete). Az általa szerkesztett Máramarosban és a fővárosi napilapok- és tudományos folyóiratokban számos közérdekű, politikai és közgazdasági cikke jelent meg; munkatársa volt a Huszadik Századnak és Politikai Heti Szemlének.
Szerkesztette a Máramaros című politikai hetilapot 1900. május 1-től.

## Munkái
- Városaink rendezése. Budapest, 1897 (különnyomat a Pesti Naplóból)
- A parlamentarizmusról. Ugyanott, 1900 (különnyomat a Huszadik Századból)
- A magyar közjog rövid vázlata. A községi közigazgatási tanfolyamok számára. Máramaros-Sziget, 1901
- A ruthen akció és kereskedelem. Budapest, 1903 (különnyomat a Politikai Heti Szemléből)
- Az állati társadalmakról. Máramaros-Sziget, 1903
- A protestáns egyház és a társadalmi fejlődés. Debreczen, 1903

Kéziratban: Sociologiai kézikönyv.